# Pedro Guillermo
Pedro Guillermo Guerrero (Hato Mayor del Rey, Hato Mayor, 29 de junio de 1814 - Santa Cruz de El Seibo, El Seibo, 18 de febrero de 1867). Fue un militar, comerciante y político dominicano, gobernó de manera provisional la República Dominicana.
Participó en la Independencia Nacional, participando además en la Batalla de Azua, Batalla de La Estrelleta, Batalla de El Número y en la Batalla de Las Carreras. Al producirse la Anexión a España en el año 1861, Guillermo se declaró en contra de ésta y organizó el primer levantamiento en Hato Mayor del Rey el 2 de octubre de 1863.
Tomó posesión de la presidencia de la República de forma provisional 15 de noviembre de 1865, hasta la llegada de Buenaventura Báez el 8 de diciembre de 1865. Durante su gobierno concentró toda tu energía en la luchar para que Buenaventura Báez retornara al poder.

## Sus inicios
Nació en el sector de Media Chiva, municipio Hato Mayor del Rey, provincia Hato Mayor, República Dominicana, el 29 de junio del año 1814. Fueron sus padres el comerciante vegano José Guillermo y Francisca Guerrero, natural de Barcelona, Venezuela. El 20 de noviembre de 1843, casó con Rosalía Bastardo, cuyo matrimonio tuvo tres hijos, dos hembras que murieron, llamada Trifonia y otra sin nombre por ser abortada, y un varón llamado Cesáreo Guillermo Bastardo, quien luego fue Presidente de la República. Se dedicó a la crianza de ganado y a la explotación de negocios madereros en sus cortes de la Costa del Joyero, nombre con que era conocido el lugar donde, se fundó más tarde el caserío del Joyero, hoy llamado Miches. Fue un militar, comerciante y político dominicano.
Perteneció al ejército nacional, llegando a ser Coronel Prolífero, para cuando asaltó con Pedro Santana y un grupo de hombres la Comandancia de Armas de El Seibo. Cerró filas a favor de las luchas por la Independencia Nacional, en los combates de Antón Sánchez, Loma Colorada, Pugarín, Capote, Guajaba y otros puntos del país.
También tuvo a la disposición en las batallas por la Independencia Nacional. Participó en la Batalla de Azua, librada el 19 de marzo de 1844 bajo el mando de general Pedro Santana. El 17 de septiembre de 1845 junto al general José Joaquín Puello y el general José María Cabral y Luna, participó en la Batalla de La Estrelleta. Tuvo desempeño en la Batalla de El Número, librada el 17 de abril de 1849 y comandada por el general Pedro Santana. El 21 de abril de 1849 fue librada la Batalla de Las Carreras, dirigida por Pedro Santana y en la cual tuvo participación.

## Anexión y Gesta Restauradora
Al producirse la Anexión a España en el año 1861, proclamada por Pedro Santana, se declaró en contra de ésta y organizó el primer levantamiento en Hato Mayor del Rey el 2 de octubre de 1863, sin más credencial que el atrevimiento y la bravura, siendo éste el guerrillero más destacado en la luchas por la Restauración Nacional, llegando a luchar en algunas batallas que se produjeron en su ciudad natal, como la Batalla de Mata Palacio y Batalla de la Plaza, en la cual se encontraba prestando servicios bajo la bandera española, su propio hijo Cesáreo Guillermo, quien fue apresado tan pronto como se inició el ataque y luego desterrado, permaneciendo prisionero, no obstante los afanosos esfuerzos de su madre doña Rosalía Bastardo de Guillermo, hasta que, retirados los españoles, tuvo lugar el 22 de julio de 1865 en Puerto Plata el canje de prisioneros, entre los cuales figuró. En esta última, la plaza no pudo ser tomada, pero Pedro Guillermo, los comandantes Quintino Peguero y Genaro Díaz y los demás restauradores que le acompañaban, se replegaron hacia la loma de Yerba Buena, desde la cual hostilizaban sistemáticamente a los españoles. El 22 de octubre de 1864 fue designado jefe de Operaciones del cantón de Yerba Buena, con grado de coronel.
Valiente, conflictivo, violento, hombre de horrorosos precedentes, lo llamaba Gregorio Luperón, apreciando los buenos y limpios servicios prestados por Pedro Guillermo a la causa de la Restauración, lo incluye en su lista de los "beneméritos patricios que deben resplandecer enaltecidos en los anales de nuestra historia".
El general Pedro Guillermo chocó más de una vez con otros jefes del movimiento. Una discrepancia con Antonio Guzmán hizo indispensable la intervención superior del general Gregorio Luperón, que lo hace constar en un parte de guerra enviado a las autoridades de Santiago, con fecha 3 de mayo de 1864. Refiere Gregorio Luperón que le fue preciso amenazarlos a ambos de que en caso de reincidir en sus enfrentamientos los haría juzgar como provocadores de disturbios y los haría ejecutar sin ningún reparo.

## Gobierno provisional
No bien había concluido la anexión de la República, el 11 de julio de 1865, cuando en Hato Mayor del Rey el general Pedro Guillermo encabezó un pronunciamiento, en respuesta a un levantamiento iniciado en San Pedro de Macorís por el general Antonio Guzmán. Pedro Guillermo formó una Junta Gubernativa en El Seibo, que se encargó de organizar los pueblos que se levantaron.
Pedro Guillermo acaudilló la rebelión; el 15 de octubre de 1865 se inició en la Villa de Higüey y marchó hacia Santo Domingo, logrando la adhesión de todas las poblaciones de la región oriental a su paso por ellas, entrando a Santo Domingo el 8 de noviembre de 1865, al mismo tiempo que José María Cabral lo hizo desde el Sur, sin disparar un solo tiro, sin librar un solo combate. Se dice que planteó como exigencia definitiva que se le otorgara el título de Generalísimo de la Campaña del Este.
Después de irse los ocupantes, José María Cabral derrocó a Pedro Antonio Pimentel, que ejercía el gobierno desde Santiago. El general José María Cabral que ocupaba el Poder Ejecutivo con el título de Protector, no solamente no opuso resistencia ni obstáculo alguno a esta rebelión, sino que aceptó complacido el trasladarse a Curazao a participarle a su antiguo jefe el general Buenaventura Báez su elección presidencial, presidiendo la comitiva oficial que fue a buscarlo.
Guillermo, como jefe revolucionario, como rudo hombre de armas, acalló las protestas de algunos miembros del Congreso Nacional por medio de amenazas, y logró, no solamente que se abreviara la elección de Buenaventura Báez, sino que lo nombraran a él mismo Encargado del Poder Ejecutivo mientras llegara el elegido. El 15 de noviembre de 1865, por medio de una proclama, dijo a la República: "La Asamblea Nacional acaba de encargarme provisionalmente la dirección del Poder Ejecutivo, mientras el ciudadano General Buenaventura Báez. Presidente electo, preste juramento y tome posesión de su destino." Teniendo por mediadores a Calixto María Pina y al general Jacinto de la Concha, se comprometió a conservar el poder, para hacer entrega del mismo al general Buenaventura Báez.
Desde esa posición creó las condiciones para el regreso de Buenaventura Báez al poder. Su gobierno tuvo un carácter provisional y toda la energía de este gobernante estuvo centrada en luchar para que Buenaventura Báez retornara al poder. Hasta el día 8 de diciembre estuvo Guillermo al frente de los supremos destinos nacionales. Nombró su ministerio o consejo de secretarios de estado, y entre ellos figuró como encargado de la cartera de Relaciones Exteriores el general Manuel Rodríguez Objío, significado partidario de Báez, quien actuó como tal durante la provisionalidad del rudo militar levantino.
Posesionado Buenaventura Báez de la Presidencia de la República el 8 de diciembre de 1865, intentó desenvainar su espada para agredir a Fernando Arturo de Meriño, el que desde el Senado acusaba al entrante de estar huyendo por playas extranjeras mientras los dominicanos derramaban por su sangre contra España. Entregó en presencia de la Suprema Corte de Justicia, Asamblea Nacional, Alto Clero y Cuerpo Diplomático, en el Palacio Nacional.
Guillermo se retiró a su Hato de La Rodada, coronado ahora como la figura principal de la situación en toda la comarca oriental, aunque su influencia se prolongaba de manera insensible en el gobierno regional, pues no era político ni sabía de eso. Prosiguió la crianza de su ganado porcino y vacuno y el honrado modo de vivir que siempre prefirió. Fue nombrado por Buenaventura Báez como Delegado del Gobierno en la provincia de El Seibo.

## Muerte
Tan pronto como estalló la insurrección en el Cibao en contra del Gobierno, acudió a Santo Domingo a ponerse a las órdenes de éste. Meses después, José María Cabral derrocó a Buenaventura Báez y volvió a ocupar la Presidencia de la República. A inicios de 1866, el general Pedro Guillermo volvió a alzarse en Hato Mayor del Rey en contra de José María Cabral.
Intentó asilarse en el Consulado de Francia en la ciudad de Santo Domingo, de donde gestionó un permiso para embarcarse rumbo al extranjero; pero el solicitado permiso le fue negado por el Subdelegado del Triunvirato en la Capital, señor don Tomás Bobadilla, el 9 de junio de 1866; y como el día siguiente el mismo funcionario ejecutivo manifestó que el Gobierno había resuelto extraer por la fuerza a los asilados, cosa que felizmente no se realizó, Pedro Guillermo decidió fugarse del Consulado, el 11 de junio de 1866, y buscar refugio en las cavernas del Espino, en la sección del Salado, en jurisdicción de la común de Higüey, bajo la protección del Gral. Manuel Durán, donde permaneció hasta que el jefe comunal de la mencionada villa le avisó secretamente que le habían denunciado su escondite.
El 25 de septiembre de 1866, Eugenio Miches informa al Gobierno la movilización de tropas no era conveniente porque desertaría, yéndose a sus casas, y de ellas se nutre Guillermo cuando los alcaldes pedáneos persiguen a los desertores.
La situación del héroe independentista y restaurador hatomayorense fue muy adversa. El 20 de enero de 1867 tiroteó, la población de Hato Mayor, y pocos días después, Francisco Suero, único conocedor del escondite, traiciona a Pedro no delatándolo, sino que lo masacró mientras dormía a golpes y heridas. Fue capturado por una ronda al mando del coronel Genaro Díaz, recibiendo dos heridas de armas de fuego cuando, al ser asaltado, trató de escapar. Se le acusó de perturbador del orden público en la común de Hato Mayor del Rey y de rebelarse contra la autoridad legítima.
Trasladado al El Seibo, fue avisado el Superior Gobierno de su captura. El 13 de febrero de 1867, este tribunal dictó sentencia condenando a la pena de muerte al general Pedro Guillermo y a sus seguidores, los oficiales José Mota y Secundino Belén. Otros conjurados tuvieron más suerte y fueron condenados a prisión. Ni el gobernador de la Provincia General Eugenio Miches, ni el Consejo de Guerra ordinario de la Provincia quisieron cargar con la responsabilidad de su muerte. En vista de ello, José María Cabral dio plenos poderes al general Manuel Rodríguez Objío para que se trasladase al El Seibo y actuara en consecuencia. Se instaló, bajo la presidencia de Rodríguez Objío, un Consejo de Guerra Especial. Rodríguez Objío llenó a cabalidad su cometido. Guillermo hizo su testamento antes de marchar al patíbulo, siendo fusilado el 18 de febrero de 1867 demostrando en todo momento serenidad y valor. Desde 1855 no presenciaba en Santa Cruz de El Seibo esas tristes escenas. El general José Caminero dirigió el pelotón de fusilamiento, en pleno cementerio de El Seibo. Su cuerpo lo inhumaron sin un merecido ataúd.
Su hijo Cesáreo, condenado a la misma pena, se salvó de la ejecución por ser menor de edad. Con su muerte, Pedro Guillermo se convirtió en el segundo exmandatario dominicano que muere fusilado, el primero fue José Antonio (Pepillo) Salcedo, quien fue ejecutado el 5 de noviembre de 1864.

## Calle en su nombre
En honor a sus méritos patrióticos, en Hato Mayor del Rey una de sus calles lleva su nombre, ubicada desde el sector Barrio Lindo en la calle Melchor Contín Alfau, cruzando por la parte sur del Liceo César Nicolás Penson en Villa Canto, y dando paso a la carretera de El Cercado y Vicentillo, carreteras construidas en 1960.